# Koszmosz–249
Koszmosz–249 (oroszul: Космос 249)  szovjet katonai tesztűreszköz, az első elfogóvadász műhold.

## Küldetés
Manőverezésre felkészített elfogóvadász műhold. Az anti-műhold fegyverek (ASAT) célja, hogy  a világűrből támadó, nukleáris robbanótöltettel felszerelt műholdakat megsemmisítse.

## Jellemzői
A Központi Mérnöki Tervezőiroda (oroszul: Центральное конструкторское бюро машиностроения – ЦКБ) tervezte és felügyelte építését. Az ISZ–A és az ISZ–P műholdakat a Cselomej vezette OKB–52 fejlesztette ki és építette meg. Üzemeltetője a moszkvai Honvédelmi Minisztérium (oroszul: Министерство обороны – MO).
Megnevezései:  COSPAR: 1968-091A; SATCAT kódja: 3504.
1968. október 20-án a bajkonuri űrrepülőtér indítóállomásról egy Ciklon-2 (11K67) hordozórakétával juttatták Föld körüli, közeli körpályára. Az orbitális egység pályája 112,13 perces, 62,35° hajlásszögű, az elliptikus pálya perigeuma 493 kilométer, apogeuma 2157 kilométer volt.
ISZ–A (истребитель спутник-активный – ИС–А) elfogóvadász-műhold. Formája hengeres, átmérője 1,5 méter, hossza 4,5 méter, hasznos tömege 3320 kilogramm. Az űreszközre 8 napelemtáblát rögzítettek, éjszakai (földárnyék) energiaellátását újratölthető kémiai akkumulátorok biztosították. Mikrofúvókáival segítette a stabilitást és a szükségszerű pozícióváltoztatást.
Két részből állt: 
1. fő rész: vezérlési, célzómodul; számítógép; optikai rendszer; 300 kilogrammos repeszgránát,
2. hajtóanyag (300 másodperces működéshez) és a többször újraindítható mikromotor.

1968. október 20-án a Koszmosz–248 felderítését követően önrávezetéssel (hajtóműveinek üzembe helyezésével) megközelítette, majd felrobbantotta 300 kilogrammos bombáját, hogy az irányított repeszek megsemmisítsék célját. Beállítási problémák miatt a célmegsemmisítés eredménytelen maradt.

## Külső hivatkozások
- Koszmosz–249. lib.cas.cz. [2013. október 13-i dátummal az eredetiből archiválva]. (Hozzáférés: 2013. május 28.)
- Koszmosz–249. spacefacts.de. (Hozzáférés: 2013. május 28.)
- Koszmosz–249. astronautix.com. [2013. november 28-i dátummal az eredetiből archiválva]. (Hozzáférés: 2014. május 4.)
- Koszmosz–249. astronautix.com. (Hozzáférés: 2014. május 4.)
- Koszmosz–249. hobby.ru. (Hozzáférés: 2014. május 4.)

| Elődje: Koszmosz–248 | Koszmosz-program 1968 | Utódja: Koszmosz–250 |